# Danger Danger
Danger Danger é uma banda de hard rock formada no ano de 1987 no Queens, em Nova Iorque. O primeiro disco do Danger Danger (Danger Danger) conquistou álbum de ouro em poucas semanas, graças as canções “Bang Bang” e “Naughty Naughty”. A banda passou por problemas Legais e trocaram de membros, porém retomaram a carreira e iniciaram novos planos para a banda.

## História
Danger Danger foi formada em 1987 pelo baixista Bruno Ravel e pelo baterista Steve West. Mike Pont era o vocalista de banda e Al Pitrelli o guitarrista, antes de entrar na banda de Alice Cooper. Antes de adicionarem o tecladista Kasey Smith (ex-Get With It) ao grupo, eles fizeram um álbum demo, mas falharam. Logo depois, eles recrutaram o vocalista Ted Poley (tocava como baterista na banda Prophet). Eles fizeram outro álbum demo, que deu certo, ocasionando um acordo com a gravadora Epic Records e assim começando a ter um sucesso moderado.
Em 1989 Tony "Bruno" Rey (do Saraya) entrou na banda como novo guitarrista, mas voltou logo para sua banda. Com a saída do antigo guitarrista, entrou na banda Andy Timmons, e com isso a banda produziu o seu primeiro album. O álbum trouxe dois hits Naughty Naughty e Bang Bang. A banda em tour abriram shows para bandas como: Kiss, Alice Cooper, Extreme e Warrant.

## Membros

### Formação atual
- Ted Poley — vocal (1987 – 1993, 2004 - presente)
- Bruno Ravel — baixo, guitarra (1987 – presente)
- Steve West — bateria (1987 – presente)
- Rob Marcello — guitarra solo (2003 – presente)

### Ex-integrantes
- Andy Timmons — guitarra (1989 – 1993)
- Kasey Smith — teclado (1987 – 1992)
- Paul Laine — vocal (1994 – 2004)
- Mike Pont — vocal (1987)
- Al Pitrelli — guitarra (1987)
- Tony "Bruno" Rey — guitarra (1989)

## Discografia
- Danger Danger (1989)
- Down And Dirty Live EP (1989)
- Screw It! (1991)
- Dawn (1995)
- Four the Hard Way (1997)
- The Return of the Great Gildersleeves (2000)
- Cockroach (2001)
- Rare Cuts (2003)
- Live and Nude (2005)
- Revolve (2009)